# 田野畑北インターチェンジ
田野畑北インターチェンジ（たのはたきたインターチェンジ）は、岩手県下閉伊郡田野畑村尾肝要にある三陸沿岸道路（尾肝要普代道路）のインターチェンジである。

## 歴史
- 2020年（令和2年）
  - 10月27日 : IC名称が「田野畑北IC」で正式決定[1]。
  - 12月19日 : 田野畑北IC - 普代村第11地割間開通に伴い、供用開始[1]。

## 道路
- E45 三陸沿岸道路（尾肝要普代道路・59番）

### 接続する道路
- 国道45号

## 料金所
無料区間のため、設置されていない。

## 周辺
- 尾肝要コミュニティセンター
- 田野畑村産業開発公社

## 隣
E45 三陸沿岸道路（尾肝要普代道路）
(58) 田野畑中央IC - (59) 田野畑北IC - (60) 普代IC